# جوليس آنسباش
جوليس آنسباش هو سياسي بلجيكي، ولد في 20 يوليو 1829 ببروكسل في بلجيكا، وتوفي في 15 مايو 1879 في نفس البلد. انتخب عضو مجلس النواب من بلجيكا.